# 前九龍消防局

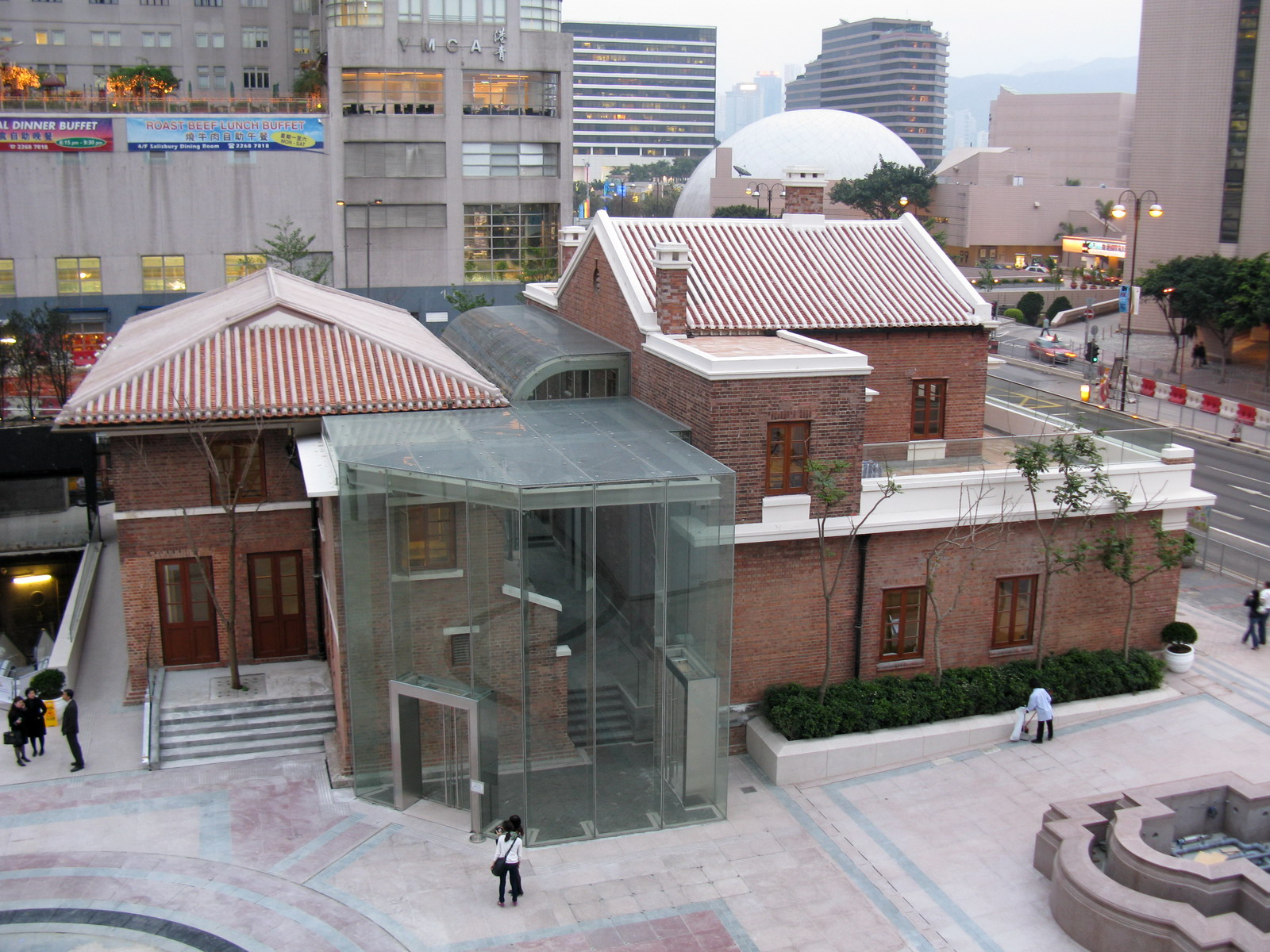
前九龍消防局

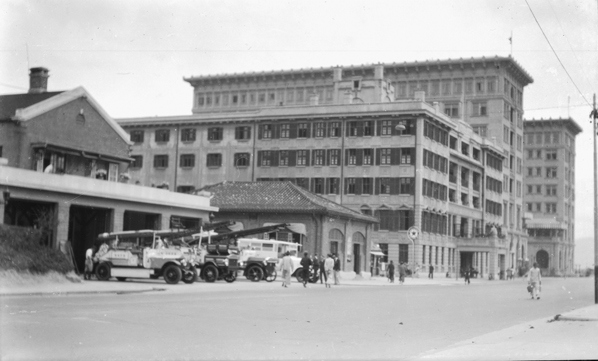
1930年代的九龍消防局，後方為香港基督教青年會及半島酒店

前九龍消防局是香港昔日一座消防局，位於九龍尖沙咀梳士巴利道與九龍公園徑交界，於1920年建成，於1970年代前運作。

## 歷史
九龍消防局於1920年落成，當時為一座樓高兩層的紅磚建築，上層為宿舍，下層為車房，於兩年後加建一座樓高兩層的建築，作為宿舍。當時，九龍消防局由一名隊長及30名消防員駐守。
著進1970年代，尖沙咀發展迅速，九龍消防局規模不敷應用，故此遷至廣東道現址興建尖沙咀消防局。原址初時作為香港郵政署包裹收發部，於1985年轉交水警總區總部，於1986年起將前座的紅磚建築租予油尖區文化藝術協會，於1991年起後座成為香港警察茶水部辦公室。至1996年，水警總區總部遷往香港島西灣河的新建築，前九龍消防局連同前水警總區總部於2000年代由長江實業改建成1881。